# Кузнецов Юрій Федорович
Кузнецов Юрій Федорович (рос. Кузнецов Юрий Фёдорович, *29 червня 1936, с. Мордовська Пішля Рузаєвський район, Мордовія — †4 вересня 1981, м. Саранськ) — мокшанський письменник, літературний критик, журналіст. Майстер літературної пародії.

## Біографія
Народився в родині мокшанського господаря Федора Кузнецова. Випускник Мордовського університету.